# Zhongyun (socken i Kina, Jiangsu)
Zhongyun (kinesiska: 中云, 中云街道) är en socken i Kina. Den ligger i provinsen Jiangsu, i den östra delen av landet, omkring 300 kilometer norr om provinshuvudstaden Nanjing. Antalet invånare är 35772. Befolkningen består av 17 172 kvinnor och 18 600 män. Barn under 15 år utgör 14,0 %, vuxna 15-64 år 79 %, och äldre över 65 år 6,0 %.
Genomsnittlig årsnederbörd är 1 098 millimeter. Den regnigaste månaden är juli, med i genomsnitt 341 mm nederbörd, och den torraste är januari, med 10 mm nederbörd.